# Möra-Per
Möra-Per, eller môra-Per som de kallar sig, är ett folkrockband från Arvika i Värmland. Bandet bildades 1995 och 1996 kom debutalbumet "Minnesmärken". På albumet ”Sovande Stad” från 2006 gästas môra-Per av bland andra Plura Jonsson från Eldkvarn och Magnus Lindh från Perssons Pack. 2008 släpptes albumet ”Brev till en vän” där Magnus Lindh medverkar med dragspel och flöjtisten Björn J:son Lindh hörs på skivan. Bland gästartisterna kan nämnas Henning Kvitnes, en norsk singer/songwriter, Mia Marin och riksspelman Maria Larsson.

## Bandmedlemmar
- Hasse Eriksson: bas, sång, låtskrivare
- Lena Olsson: fiol
- Magnus Wikström: el- och akustisk gitarr, dobro, mandolin, dragspel
- Maria Larsson: fiol
- Pär, "Pärra", Eriksson: sång, gitarr, munspel, låtskrivare
- Per-Anders, "Pärra", Zetterberg: slagverkare

## Diskografi

### Album
- 2019 Hopp om liv
- 2014 Stockholm-Oslo (Plugged Records AB)
- 2011 Sockervägen (Plugged Records AB)
- 2008 Brev till en vän (Swamp Records)
- 2006 Sovande stad (Swamp Records)
- 2003 Mannen på fel plats (Start Klart Records)
- 1996 Minnesmärken (Rise'n Shine Records)

EP
- 1999 Intill Evighet (Rise'n Shine Records)

### Singlar
- 2018 Fin tid
- 2011 God natt jord